# Teriyaki Boyz

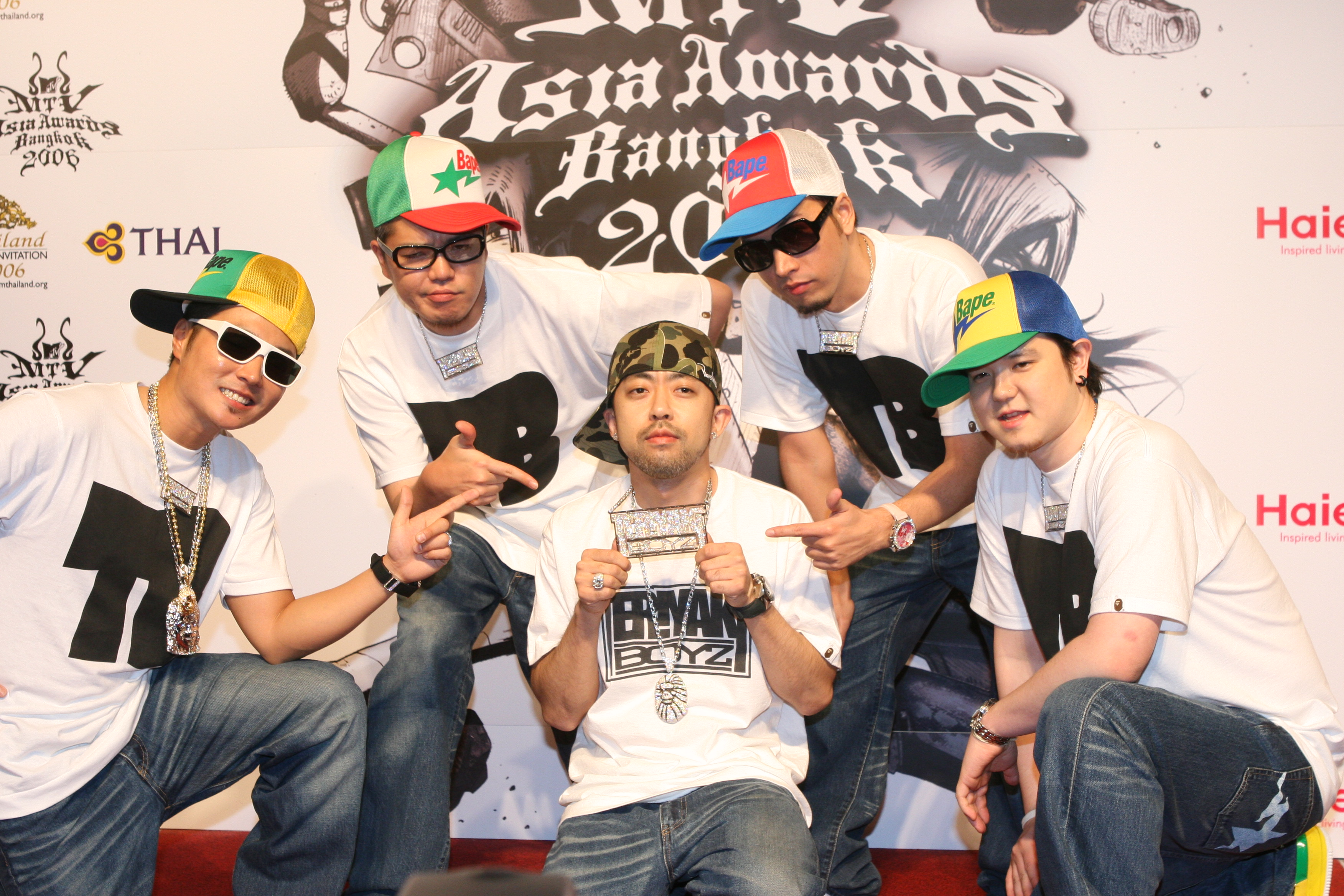
Die Teriyaki Boyz bei den MTV Asia Awards (2006)

Teriyaki Boyz ist eine japanische Hip-Hop-Gruppe. Sie besteht aus den Rappern Ilmari, Ryo-Z, Verbal, Wise und Nigo.

## Geschichte
Ins Leben gerufen wurde die Rap-Crew von Nigō, dem Gründer und Geschäftsführer von BAPE. Er ist gleichzeitig auch DJ und Produzent der Band. Ihr erstes Album heißt Beef or Chicken?. Diese CD wurde von Def Jam Recordings/BAPE Sounds produziert. Ihre erste Single heißt HeartBreaker. Auf dem Soundtrack zum amerikanischen Film The Fast and the Furious: Tokyo Drift sind sie mit ihren Liedern Tokyo Drift (Fast & Furious) und Cho Large feat. Pharrell Williams ebenfalls zu hören.

## Diskografie

### Studioalben
| Jahr | Titel            | Höchstplatzierung, Gesamtwochen, AuszeichnungChartsChartplatzierungen (Jahr, Titel, Platzierungen, Wochen, Auszeichnungen, Anmerkungen) | Anmerkungen                             |
| Jahr | Titel            | JP | Anmerkungen                             |
| ---- | ---------------- | --- | --------------------------------------- |
| 2005 | Beef Or Chicken? | JP4 Gold · (10 Wo.)JP | Erstveröffentlichung: 16. November 2005 |
| 2009 | Serious Japanese | JP3 (7 Wo.)JP | Erstveröffentlichung: 28. Januar 2009   |

### Mixtapes
| Jahr | Titel              | Höchstplatzierung, Gesamtwochen, AuszeichnungChartsChartplatzierungen (Jahr, Titel, Platzierungen, Wochen, Auszeichnungen, Anmerkungen) | Anmerkungen                            |
| Jahr | Titel              | JP | Anmerkungen                            |
| ---- | ------------------ | --- | -------------------------------------- |
| 2009 | Delicious Japanese | JP41 (3 Wo.)JP | Erstveröffentlichung: 2. Dezember 2009 |

### Singles
| Jahr | Titel Album                          | Höchstplatzierung, Gesamtwochen, AuszeichnungChartsChartplatzierungen (Jahr, Titel, Album, Platzierungen, Wochen, Auszeichnungen, Anmerkungen) | Anmerkungen                                                          |
| Jahr | Titel Album                          | JP | Anmerkungen                                                          |
| ---- | ------------------------------------ | --- | -------------------------------------------------------------------- |
| 2007 | I Still Love H.E.R. Serious Japanese | JP12 (9 Wo.)JP | Erstveröffentlichung: 24. Januar 2007 feat. Kanye West               |
| 2008 | Zock On Serious Japanese             | JP16 (5 Wo.)JP | Erstveröffentlichung: 19. März 2008 feat. Pharrell und Busta Rhymes  |
| 2009 | Work That! Serious Japanese          | JP18 (3 Wo.)JP | Erstveröffentlichung: 14. Januar 2008 feat. Pharrell und Chris Brown |

Weitere Lieder
- 2006: Tokyo Drift (Fast & Furious) (JP: Gold (Mobile Downloads) + Gold (Streaming), DE: Gold, UK: Silber)

### Videoalben
| Jahr | Titel                                                | Höchstplatzierung, Gesamtwochen, AuszeichnungChartsChartplatzierungen (Jahr, Titel, Platzierungen, Wochen, Auszeichnungen, Anmerkungen) | Anmerkungen                         |
| Jahr | Titel                                                | JP | Anmerkungen                         |
| ---- | ---------------------------------------------------- | --- | ----------------------------------- |
| 2006 | The Official Delivery Icchō DVD (デリバリイッチョウ) | JP26 (4 Wo.)JP | Erstveröffentlichung: 29. März 2006 |
| 2008 | World Tour                                           | JP55 (3 Wo.)JP | Erstveröffentlichung: 19. März 2008 |

## Auszeichnungen für Musikverkäufe
| Platin-Schallplatte - Brasilien - 2024: für das Lied Tokyo Drift (Fast & Furious) |

Anmerkung: Auszeichnungen in Ländern aus den Charttabellen bzw. Chartboxen sind in ebendiesen zu finden.
| Land/RegionAuszeichnungen für Musikverkäufe (Land/Region, Auszeichnungen, Verkäufe, Quellen) | Silber  | Gold     | Platin  | Verkäufe | Quellen             |
| -------------------------------------------------------------------------------------------- | ------- | -------- | ------- | -------- | ------------------- |
| Brasilien (PMB)                                                                              | —       | —        | Platin1 | 60.000   | pro-musicabr.org.br |
| Deutschland (BVMI)                                                                           | —       | Gold1    | —       | 150.000  | musikindustrie.de   |
| Japan (RIAJ)                                                                                 | —       | 3× Gold3 | —       | 200.000  | riaj.or.jp JP2      |
| Vereinigtes Königreich (BPI)                                                                 | Silber1 | —        | —       | 200.000  | bpi.co.uk           |
| Insgesamt                                                                                    | Silber1 | 4× Gold4 | Platin1 |          |                     |